# 佛得角華人
佛得角華人，是佛得角一個新近移民團體，在20世紀90年代開始定居在群島上，從事零售業。

## 歷史
在葡萄牙殖民時代，只有少數華人生活在佛得角。雖然1975年建立了雙邊外交關係，但從1980年代末到2002年期間，除少數華人作為中國餐館店主外幾乎沒有移民。華人的明顯湧入始於1995年，首間中國商店在首都普拉亞開張。許多佛得角的華人店舖的店主與貨品也來自浙江溫州。